# Росендо (святий)
Росе́ндо (гал., ісп. і порт. Rosendo; 26 листопада 907 — 1 березня 977) — леонський військовий і державний діяч, монах-бенедиктинець, абат, католицький святий. Єпископ Думійський (Мондоньєдський, 925—950, 955—958). Адміністратор Ірія-Флавієвської (Бразької) діоцезії (968—977). Учасник Реконкісти. Походив з шляхетного галісійського роду. Народився в Санту-Тірсу, Португалія, Леон. Син графа Гутьєра Менедеса, свояка леонсько-галісійського короля Ордоньйо  II, та святої Ільдуари Еріс, доньки Еро Фернандеса. В юності приєднався до Ордену бенедиктинців. Заснував Кавейрівський монастир (934) і Селановське абатство (936) в Галісії. Як абат був радником галісійської і португальської знаті. З ласки короля Ордоньйо III керував землями Селанови, Ортігейра (955), областями в південній Галісії та узбережжі Біскайської затоки. Працював управителем Галісії (968—969), керував обороною краю від нападів вікінгів і мусульман. Як адміністратор очолив єпископську катедру в Ірії-Флавії після загибелі місцевого єпископа Сінсанда в битві при Форнелосі (968). Вийшов у відставку з посади адміністратора незадовго до смерті. Помер у Селанові, Леон. Канонізований 1195 року римським папою Целестином III. 1601 року перепохований у Селановському абатстві. День пам'яті — 1 березня. Також — Рудесінд (лат. Rudesindus).

## Патрон
- Куба: Пінар-дель-Ріо

## Церкви
Церкви, названі на честь святого:
- Пінар-дель-Ріоський собор